# NGC 7055
NGC 7055 – grupa gwiazd znajdująca się w gwiazdozbiorze Cefeusza, prawdopodobnie gromada otwarta. Odkrył ją John Herschel 25 września 1829 roku. Znajduje się w odległości ok. 4,2 tys. lat świetlnych od Słońca oraz 28,6 tys. lat świetlnych od centrum Galaktyki.